# Утрехтская уния
У́трехтская у́ния (нидерл. Unie van Utrecht) — военно-политическое объединение северных провинций Нидерландов против испанского владычества и созданной в Валлонии Аррасской унии, которая поддерживала католическую Испанию. Положила начало созданию независимого государства на севере страны. Союз провинций был заключён 23 января 1579 года в Утрехте. В определённой мере Утрехтская уния послужила основой для нового правового государства — Республики Соединённых провинций.

## История
Дворянство южных провинций противилось распространению протестантизма на подконтрольным им территориях, а ремесленники опасались возможных убытков, поскольку их мастерские работали благодаря испанским поставкам сырья. Все это послужило решением подписания Арасской унии. В противовес им, представители графств и городов северных провинций созывают собрание и подписывают Утрехтскую унию. Основными её пунктами было: создание общей армии, ведение общей казны и заседание совместного правительства. Первоначально союз включал в себя 5 провинций: Голландия, Зеландия, Утрехт, Гельдерн, Гронинген; позднее к ним присоединились и Оверэйсел (4 февраля 1579 года) и Фрисландия (в марте этого же года). Союз предусматривал создание общей финансовой системы, единой армии, проведение согласованной внешней политики.

## Создание договора
Из текста документа следует, что он носил более военный характер, чем политический. Ввиду систематических нападений испанских войск на голландские города и поселения, представители многих провинций решили объединиться в военный блок для совместного противостояния угрозе. Уполномоченные провинциями штатгальтеры, депутаты и судьи разработали нормативно-правовой документ, которым фактически предотвращался выход из состава Священной Римской империи для других провинций. Не оставили в стороне вопросы экономического и религиозного характера, регулирование которых было прямо прописано в статьях соглашения. На данный момент документ находится в свободном доступе, в количестве 109 отсканированных страниц, которые хранятся в Национальном архиве города Гаага. Стороны, которые подписали договор:
- Голландия (графство);
- Графство Зеландия;
- Сеньория Утрехт;
- Гельдерн (герцогство);
- Сеньория Гронинген;
- Сеньория Фрисландия;
- Ландшафт Дренте;
- Сеньория Оверэйссел;
- Брабант (герцогство);
- Фландрия (графство);
- Турне (город);
- Валансьен[4]

## Документ
Преамбула
Вступительная часть документа рассказывает о причинах, побудивших делегатов от многих штатов собраться и принять данное решение. К ним относятся: постоянная угроза со стороны испанских войск, их многочисленные атаки на голландские города и поселения, прямая угроза расширения фронта конфликта на север. Указывается на прямое нарушение положений Гентского умиротворения, которое приведёт к установлению тиранического режима испанцев, преследованию по религиозному признаку, рабству для голландцев. После этого представители Голландии, Зеландии, Сеньории Утрехт, Гелдерна, Гронингена, Фрисландии, Дренте, Оверэйссела, Брабанта, Фландрии, Турне, Валансьена приняли решение об объединении с целью совместной обороны, но не выхода из состава Габсбургских Нидерландов.
Статья I
За вышеупомянутыми провинциями сохраняется право образовывать союзы, конфедерации, соглашения на добровольных основах. Каждой из этих провинций запрещено выходить из состава союза, разрывать отношения, разделять какую либо территорию или включать её в завещание, жертвовать, обменивать, продавать. Также, жителям указанных провинций гарантируется сохранение прав, свобод, привилегий, льгот, местных обычаев. Все стороны соглашения должны приложить все усилия для соблюдения, укрепления, сохранения и защиты этих правил, уставов и обычаев всеми возможными средствами. Предполагается, что различия, которые существуют на данный момент или могут возникнуть в будущем между указанными провинциями, членами этого союза или жителями — разрешаются с помощью обычных судов, арбитражей, дружественных соглашений. Другие провинции не могут вмешиваться в эти споры, до момента, пока не понадобиться их помощь для осуществления правосудия или принуждения к подчинению закону.
Статья II
Союз и Конфедерация оберегают от попыток восстановления католицизма под предлогом Гентского умиротворения, устранения любых новшеств, введённых с 1558 года, или попыток свержения нынешнего Утрехтского союза.
Статья III
Вышеупомянутые провинции обязаны помогать друг другу в случаи агрессии против них всех иностранных и местных правителей, князей, городов или их жителей, кто стремится в группе или единолично нанести ущерб или оскорбление или вести войну против них. Для принятия решения об оказании совместной помощи, члены договора должны сполна владеть сложившейся ситуацией.
Статья IV
Отдельный предмет соглашения касается обеспечения провинций, городов, приграничных поселений и их жителей более эффективными мерами против любого насилия, где это будет признано необходимым. Любая из провинций должна быть укреплена и обеспечена за счёт городов или провинций, где они расположены, на одну половину и на вторую половину за счёт членов союза. Постройка новых крепостей в вышеупомянутых провинциях, перестройка или снесение осуществляется за счёт всех провинций, если это будет признано целесообразным.
Статья V
Для покрытия расходов на обеспечение защиты и в случаях, описанных выше, предусмотрено, что через каждые три месяца или в другое удобное время будут подняты налоги во всех провинциях на: передачу в аренду, вино и пиво отечественной и зарубежной варки, помол кукурузы и зерна, соль, золото, серебро, шелка и шерстяные ткани, домашний скот и обрабатываемую землю, забой животных, лошадей, волов, при продаже/обмене товаров, взвешивании на весах общественного пользования, а также на все другие товары. В соответствии с договором был разработан и решён вопрос о вычете из дохода от владений Его Королевского Величества, который также используется для этих целей.
Статья VI
Эти доходы должны быть увеличены или уменьшены только по единогласному решению, в соответствии с требованиями ситуации. Они будут использоваться только в целях совместной обороны и генеральных расходах, но не должны быть направлены для любого другого использования.
Статья IX
Что касается договора о перемирии или мире, начале войны, повышении какого-либо налога или взносах, они не могут приниматься, кроме как по общему согласию Совета и указанных провинций. Но в других вопросах, которые влияют на формат Конфедерации, результаты и последствия её действия — решения принимаются в соответствии с мнением и голосами большинства из делегатов провинций, включённых в настоящий Союз, исчисляемых в соответствии с существующей практикой Генеральных штатов. Однако эти меры являются временными, пока союзниками не приняты другие решения. (Слово «союзники» используется для членов Союза во всём документе).
В тех случаях, когда провинции не могут прийти к согласию по вопросам перемирия, мира, войны или налогообложения, то эти разногласия будут переданы на рассмотрение и представление штатгальтеров, обязанных достичь соглашения с сторонами или принять собственное решение, которое считают верным. Следует понимать, что если сами штатгальтеры не могут достичь соглашения по таким вопросам, то они должны пригласить незаинтересованных лиц или депутатов, по их собственному выбору. Таким образом, стороны и штатгальтеры должны достичь соглашения, и принять решение.
Статья Х
Ни одна из вышеуказанных провинций, города или их члены не могут создавать какие-либо конфедерации или альянсы с любыми соседними правителями или странами без согласия на то Соединённых провинций и союзников.
Статья XI
Принято решение, что если какие-либо соседние князья, вельможи, землевладельцы или города желают присоединиться к вышеуказанным провинциям и войти в эту конфедерацию, они могут быть приняты только по общему совету и с согласия всех провинций.
Статья XII
Вышеуказанные провинции обязаны придерживаться одной и той же оценочной стоимости монет, скорости денежного обмена в соответствии с такими постановлениями, которые в связи с этим должны быть приняты при первой же возможности, и не могут быть изменены без общего согласия.
Статья XIII
Что касается вопроса религии, то провинции Голландия и Зеландия действуют согласно собственному усмотрению, а в других провинциях этот союз должен придерживаться правил, установленных в религиозном мире, разработанных эрцгерцогом Матиасом, губернатором и генерал-капитаном этих стран, с учётом рекомендаций Государственного Совета и Генеральных Штатов, или установить такие общие или специальные правила по этому вопросу, которые будут наиболее подходящими для покоя и благосостояния провинций, городов и отдельных лиц, сохранности имущества и прав каждого человека, будь то священнослужитель или мирянин. Никакой другой провинции не должно быть позволено вмешиваться или создавать трудности в том, чтобы каждый человек оставался свободным в своей религии, и никто не может быть преследуемым или преследующим из-за его религии, как это предусмотрено в Гентском умиротворении.
Статья XVIII
Отдельный предмет соглашения касается того, что ни одна из Соединённых провинций, городов или их членов не будет облагаться какими-либо налогом, платой за проход войск или иным бременем, которые будут в ущерб другим провинциям, за исключением взаимного согласия, и никто из союзников не может облагаться более высокими налогами, чем жители самой провинции.
Статья XXIV
Чтобы обеспечить более точное исполнение договора, штатгальтеры из указанных провинций, которые в данный момент уполномочены, и их преемники, а также судьи и главные чиновники от каждой провинции, города и их представители, обязаны дать клятву соблюдения и поддержания этого союза и Конфедерации, а также каждой статьи в нём.
Статья XXV
Тем же путём положения должны быть приняты гражданской гвардией, братствами и юридическими лицами в любых городах и местах, входящих в этот Союз.

## Последствия
Подписание Арасской и Утрехтской уний привело к тому, что страна оказалась разделена на два противоборствующих лагеря. Северные и Южные провинции выступили непримиримыми соперниками в сфере экономики, религии и культуры. Утрата Испанской империей влияния на группу провинций привела к увеличению военного контингента и сосредоточению его у границ провинций Зеландия и Брабант. Вильгельм I Оранский не сразу поддержал создание Утрехтской унии, поскольку осознавал, что идёт процесс распада государства и остановить его возможно лишь объединением северных и южных провинций. Окончательно безуспешность этого замысла стала очевидна к весне, и в мае 1579 года он подписывает Утрехтское соглашение. В июне 1580 году Филипп II издаёт указ «Бан и Эдикт», в котором Вильгельм I Оранский объявляется главным врагом, мятежником, злодеем. Фактически испанский король объявил его вне закона. В ответ 26 июля 1581 года Генеральные Штаты северных провинций издали Акт о клятвенном отречении, которым навсегда вышли из-под юрисдикции Испанской короны. Осознавая, что внутренних ресурсов для военной борьбы недостаточно, Принц Оранский обращается за помощью к Франции и Англии. Считая именно Вильгельма I Оранского вдохновителем и виновником восстания в северных провинциях, Филипп II назначает вознаграждение в 25 тыс. золотых экю за его убийство. Впоследствии наёмный убийца совершил удачное покушение на Принца Оранского 10 июля 1584 года. Продолжалось наступление на северные провинции испанских войск под командованием Алессандра Фарнезе, которое будет остановлено лишь благодаря выдающемуся полководцу — Морицу Оранскому.